# Post-hardcore
Post-hardcore là một thể loại nhạc xuất phát từ hardcore punk - một nhánh của làn sóng punk rock rộng hơn. Như post-punk, post-hardcore là một thuật ngữ để chỉ một loạt các loại ban nhạc. Có thể post-hardcore đã nổi lên từ giới hardcore punk, và lấy cảm hứng từ đó.
Thể loại này được hình thành vào giữa và cuối thập niên 1980 với những nhạc phẩm từ các thành phố có giới hardcore punk lớn mạnh, đặc biệt là tại Washington, D.C. có Fugazi cũng như các nhóm có âm nhạc hơi khác như Big Black và Jawbox gần hơn với gốc noise rock.

## Lịch sử

### Khởi đầu
Những nhóm nhạc như Saccharine Trust, Naked Raygun, và The Effigies, đã báo hiện trước cho sự nổi lên của post-hardcore. Naked Raygun của Chicago, thành lập năm 1981, kết hợp những ảnh hưởng post-punk từ Wire và Gang of Four với hardcore, Steven Blush còn ghi nhận phần "lời mang màu sắc gián tiếp và giai điệu đích thực của post-punk". Tương tự, The Effigies cũng xuất thân từ giới nhạc Chicago, ra mắt những đĩa ảnh ảnh hưởng bởi hardcore của Minor Threat và post-punk Anh của The Stranglers, Killing Joke, và The Ruts.
Nửa đầu thập niên 1980, sự thử nghiệm trên cơ sở hardcore nhanh chóng lan rộng giữa những nghệ sĩ trong giới hardcore hoặc gắn kết chắt chẽ với nó. Nhiều nhóm lấy cảm hứng từ noise rock (như Sonic Youth). Một số ban nhạc ký hợp đồng với Homestead Records, gồm Squirrel Bait, Bastro, Bitch Magnet, và Big Black của Steve Albini (cũng như Rapeman và Shellac) có được danh tiếng nhất định trong giới post-hardcore. Big Black, với sự góp mặt của tay guitar Santiago Durango của Naked Raygun, được biết đến với tinh thần DIY qua những việc như tự trả tiền cho việc thu âm, điều kiển việc quản lý và phân phối đĩa nhạc, và tiếp tục "độc lập một cách kiên định giữa thời điểm nhiều ban nhạc độc lập hăm hở tìm đến những hãng đĩa lớn". Âm nhạc của Big Black, đáng chú ý với sự hiện diện của trống máy, cũng đã có ít nhiều ảnh hưởng lên industrial rock, Steven Blush mô tả ban nhạc là "lời đáp trả giận dữ từ nước Mỹ tới chất post-punk nước Anh cứng rắn của Gang of Four". Sau khi phát hành đĩa đơn "Il Duce", Big Black chuyển từ Homestead sang Touch and Go Records.
Ngoài nước Mỹ, ban nhạc người Canada Nomeansno, thành lập từ năm 1979, cũng đã giúp định hình phong cách âm nhạc này. Một nhà phê bình ghi nhận rằng album Wrong (1989) là "một trong những tác phẩm mãnh liệt và mạnh mẽ nhất trong post-hardcore từng được tạo ra".